# Robinho Júnior
Robson de Souza Júnior (Santos, São Paulo, 17 de diciembre de 2007), conocido como Robinho Júnior, es un futbolista brasileño. Juega de delantero y su equipo actual es el Santos Futebol Clube de la Serie A de Brasil. Es hijo del exfutbolista Robinho.

## Trayectoria
A mediados de 2022 se unió a las categorías juveniles del Santos Futebol Clube. El 9 de agosto de 2023, a sus 16 años, firmó su primer contrato profesional, hasta 2016, con una cláusula de recisión de 50 millones de euros para equipos del exterior de Brasil.
De cara a un amistoso contra Desportiva Ferroviária, fue convocado al primer equipo por primera vez, además le dieron el dorsal 7 tras la salida de Yeferson Soteldo, pidió que figure el nombre Robinho Jr. en su camiseta, antes era conocido como Juninho. Tuvo su debut no oficial en el amistoso el 10 de julio de 2025, ingresó en el segundo tiempo, brindó una asistencia y ganaron 3-1.
Para la fecha 17 del Brasileirão tuvo su primera convocatoria oficial, en esa jornada debutó como profesional, el 16 de junio de 2025, el entrenador Cléber Xavier lo hizo ingresar al minuto 66 para enfrentar a Flamengo y ganaron 1-0 en el Estadio Urbano Caldeira con un gol de Neymar. Disputó su primer encuentro oficial con 17 años y la camiseta número 7.

## Estadísticas
Actualizado al último partido citado el 19 de junio de 2025.
| Club                  | Div.          | Temporada     | Liga  | Liga  | Liga   | Estatal | Estatal | Estatal | Copas nacionales | Copas nacionales | Copas nacionales | Copas internacionales | Copas internacionales | Copas internacionales | Total | Total | Total  |
| Club                  | Div.          | Temporada     | Part. | Goles | Asist. | Part.   | Goles   | Asist.  | Part.            | Goles            | Asist.           | Part.                 | Goles                 | Asist.                | Part. | Goles | Asist. |
| --------------------- | ------------- | ------------- | ----- | ----- | ------ | ------- | ------- | ------- | ---------------- | ---------------- | ---------------- | --------------------- | --------------------- | --------------------- | ----- | ----- | ------ |
| Santos F. C. · Brasil | 1.ª           | 2025          | 2     | 0     | 0      | -       | -       | -       | -                | -                | -                | —                     | —                     | —                     | 2     | 0     | 0      |
| Santos F. C. · Brasil | Total club    | Total club    | 2     | 0     | 0      | 0       | 0       | 0       | 0                | 0                | 0                | 0                     | 0                     | 0                     | 2     | 0     | 0      |
| Total carrera         | Total carrera | Total carrera | 2     | 0     | 0      | 0       | 0       | 0       | 0                | 0                | 0                | 0                     | 0                     | 0                     | 2     | 0     | 0      |